# Fortuna Hjørring
Fortuna Hjørring – duński klub piłki nożnej kobiet, mający siedzibę w mieście Hjørring na północy kraju.

## Historia
Chronologia nazw:
- 28.10.1966: Frems Venner
- 1977: Fortuna Hjørring

## Stadion
Klub rozgrywa swoje mecze domowe na stadionie Hjørring w Hjørring, który może pomieścić 7500 widzów.

## Sukcesy

### Trofea międzynarodowe
- Liga Mistrzyń UEFA:
  - finalista (1): 2002/03

### Trofea krajowe
- Elitedivisionen (I poziom):
  - mistrz (9): 1994, 1995, 1996, 1998/99, 2001/02, 2008/09, 2009/10, 2013/14, 2015/16
  - wicemistrz (8): 1996/97, 2002/03, 2003/04, 2004/05, 2005/06, 2010/11, 2011/12, 2012/13

- Puchar Danii:
  - zdobywca (8): 1994/95, 1995/96, 1999/00, 2000/01, 2001/02, 2005/06, 2007/08, 2015/16
  - finalista (6): 1997/98, 2004/05, 2006/07, 2008/09, 2012/13, 2014/15

- Halowe Mistrzostwa Danii:
  - mistrz (4): 1995, 1997, 1999, 2001, 2006